# БММ-Д
БММ-Д «Травматизм»  — российская бронированная медицинская машина для оснащения медицинских подразделений воздушно-десантных частей.
Создана на базе бронетранспортёра БТР-МД ЗАО «Прибор-Контроль» г. Апрелевка (Моск. обл.) и Волгоградской машиностроительной компанией (г. Волгоград).

## Описание конструкции
Основной функцией БММ-Д1 является поиск и эвакуация раненых с поля боя и из различных очагов поражения. Также имеется возможность оказания первой помощи в процессе эвакуации. Машина позволяет действовать в различных сложных климатических условиях, а также в труднопроходимых местах. Для облегчения извлечения раненых из бронеобъектов и труднодоступных мест местности (расщелины, овраги и т. д.) оборудован погрузочно-разгрузочными устройствами, лебедкой, краном-стрелой. БММ-Д3 может использоваться врачебной бригадой в качестве подвижной перевязочной. Экипаж машины составляют 4 (БММ-Д1) и 5 (БММ-Д2) человека.

## ТТХ
Масса — не более 13,2 т.
Максимальная скорость движения:
 — по шоссе 71 км/ч;
 — на плаву 10 км/ч.
Запас хода по шоссе — 500 км.
Авиадесантирование: самолетами, вертолетами.

## Модификации
- БММ-Д1 — Бронированный санитарный бронетранспортёр, предназначен для розыска, сбора и вывоза раненых с поля боя и очагов массовых санитарных потерь с оказанием им первой медицинской помощи. В корпусе БММ-Д1 имеется 6 мест для перевозки раненых лёжа (+2 сидя, либо 7 лёжа + 1 сидя), или 11 мест для перевозки сидя (+1 в кормовой части на броне полулёжа).
- БММ-Д2 — Бронированная машина медицинского взвода батальона, предназначена для проведения мероприятий по оказанию доврачебной или первой врачебной помощи по неотложным показаниям. Оборудован каркасной палаткой на 6 раненых.
- БММ-Д3 — Бронированная перевязочная медицинская машина ВДВ на базе удлиненного семикаткового шасси[2].